# Bundesautobahn 59
De Bundesautobahn 59 (kort: BAB 59, A59 of 59) is een Duitse autosnelweg in de deelstaat Noordrijn-Westfalen en bestaat uit drie delen. Het noordelijke deel verloopt in het gebied van de Nederrijn langs de stadsgrenzen tussen Dinslaken en Duisburg, parallel langs de Rijn als noord-zuid-stadssnelweg door Duisburg. Het tweede deel loopt van het zuiden van Düsseldorf tot aan Leverkusen. Het laatste deel verbindt de A59 Keulen met Bonn-Beuel, waar bij knooppunt Kreuz Bonn-Ost de weg verdergaat op de rechter Rijnoever als B42 naar Königswinter, Bad Honnef en Koblenz.

## Verloop

### Trajectdeel Dinslaken - Duisburg - Düsseldorf
Het noordelijke trajectdeel van de A59 begint zuidwestelijk van Dinslaken en loopt als Nord-Süd-Straße door dwars Duisburg, die tussen 1957 en 1977 parallel aan de B8 is aangelegd in vorm van een stadssnelweg met tegenwoordig verkeerintensiteiten tot 100.000 motorvoertuigen per dag.

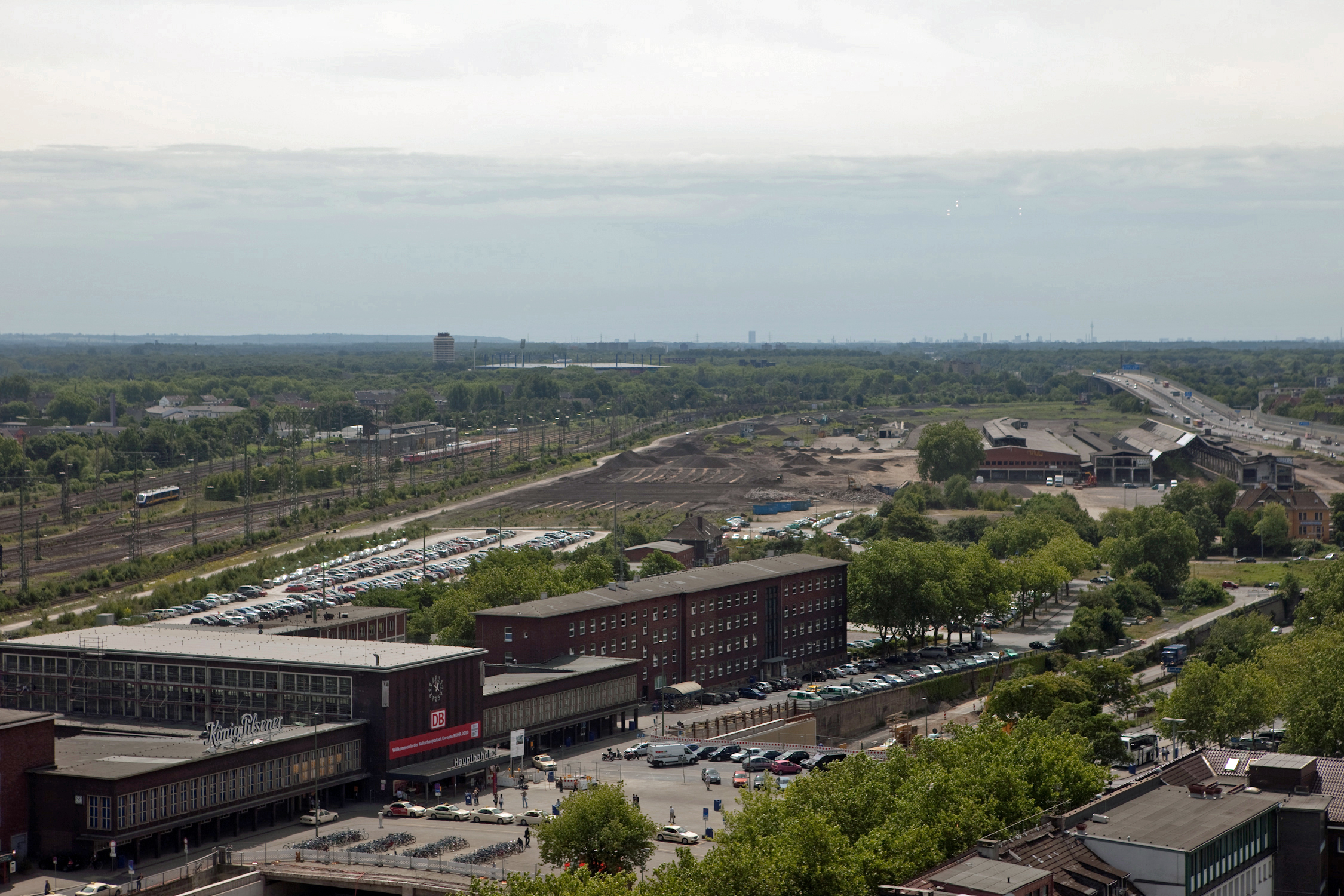
Duisburg Hauptbahnhof waar de A59 onder het stationsplein doorgaat. (2010)

Tussen het knooppunt Kreuz Duisburg (A40) tot zuidelijk van het centraal station (aansluiting Duisburg-Buchholz) heeft de snelweg 2x3 rijstroken. Het tracé van de A59 voor het centraal station ligt onder het stationsplein en werd al in de jaren 1920 voor het ondergrondse traject van de tram aangelegd.
Het noordelijke deel van de A59 eindigt bij knooppunt Kreuz Duisburg-Süd op de A524, die in westelijke richting overgaat in de B288. Sinds het gereedkomen van de B8n op 1 juni 2012 vormt deze een verlenging van de A59 in zuidelijke richting tot in het centrum van Düsseldorf. De toenmalige aansluiting op de B288 voldeed niet meer en moest omgebouwd worden tot een volwaardig knooppunt. Dit klaverbladknooppunt zou oorspronkelijk in 2013, gelijktijdig met de verlenging van de A524 tot de A59 gereed zijn. Echter kwam het tijdens de bouw van de verbindingsbogen Duisburg – Krefeld evenals Breitscheid – Düsseldorf tot aanzienlijke vertragingen (noordwestkant van het knooppunt), omdat er extra bodemonderzoeken gedaan moesten worden en de ondergrond deels vervangen moest worden. Eind november 2014 werd met de vrijgave van de laatste verbindingsbogen het knooppunt volledig vrijgegeven voor het verkeer.
Tussen het knooppunt Kreuz Duisburg-Süd en Düsseldorf-Stockum wordt de A59 niet meer gerealiseerd. Hiervoor in de plaats kwam de 2x2 rijstroken tellende B8n, die sinds 2012 volledig beschikbaar is. Hierdoor ontstond een directe, 25 tot 30 kilometer lange expresweg tussen de centra van de steden Duisburg en Düsseldorf.

#### Ongeluk bij de Love Parade 2010
Voor de Love Parade op 24 juli 2010 in Duisburg was de snelweg zoals gepland van 8 tot 24 uur vanaf Kreuz Duisburg in de richting van Düsseldorf afgesloten, de tegenrichting vanaf aansluiting Wanheimerort. Het festivalterrein van Love Parade lag direct naast de snelweg en dicht bij de onderdoorgang onder de A59 (Karl-Lehr-Straße) vond het drama plaats. Het afgesloten deel diende tijdens het drama als behandelingslocatie voor gewonden, opstelplaats voor voertuigen, landingsplek voor traumahelikopters en als hulpdienstenroute van de stad richting de zuidelijk gelegen ziekenhuizen. Hierbij werd de afsluiting van de snelweg tot aan knooppunt Duisburg-Süd verlengd.

### Trajectdeel Düsseldorf - Leverkusen
Het middelste gedeelte van de A59 vormt een verbinding tussen de knooppunten Dreieck Düsseldorf-Süd en Kreuz Leverkusen-West. De snelweg heeft 2x2 rijstroken met vluchtstroken. In het voormalige Kreuz Düsseldorf-Süd zijn nog omvangrijke voorbereidingen te vinden voor de verlenging van de A59 als oosttangent van Düsseldorf (verbindingsbogen, brugpijlers voor de hoofdrijbaan). In 2014 zijn omvangrijke ombouwwerkzaamheden van het knooppunt begonnen, die pas afgerond kunnen worden nadat de verbreding van de A46 naar 2x3 rijstroken voltooid is. De originele planning was om in 2018 het project af te ronden, echter (stand: mei 2023) is de ombouw nog niet afgerond.

### Trajectdeel Heumar - Bonn
Tussen Keulen en Bonn wordt de A59 ook wel "Flughafenautobahn" genoemd, omdat de weg vanaf Dreieck Köln-Heumar via Dreieck Porz direct langs de Köln Bonn Airport richting Bonn loopt. Het knooppunt Heumar wordt omgebouwd en uitgebreid. De eerste werkzaamheden (sloop van de brug over de B8) begonnen in 2019, de planning staat dat het volledige werk in 2030 afgerond zal zijn. De werkzaamheden vinden plaats onder leiding van DEGES. DEGES is een projectmanagementorganisatie die in 1991 is opgericht om leiding te geven aan de omvangrijke infrastructurele projecten om na de Duitse hereniging de verbindingen tussen oost en west te herstellen en verbeteren (Verkehrsprojekte Deutsche Einheit, VDE). In de loop van de jaren kreeg DEGES ook ander infraprojecten onder hun hoeden in heel Duitsland.
De verbreding naar 2x3 rijstroken van het 15 kilometer lange trajectdeel tussen Keulen-Porz en Dreieck Sankt Augustin-West evenals de verbreding van de volgende drie kilometer tot Dreieck Bonn-Nordost naar 2x4 rijstroken zonder vluchtstroken werd in het Bundesverkehrswegeplan 2030 met een hoge prioriteit opgenomen.

## Planningsgeschiedenis en bouw
De A59 is ontstaan uit drie verschillende projecten, die onafhankelijk qua vorm en tijd van elkaar ontstonden. In Duisburg werd een al in de jaren 1920 ontwikkelde wegenplan, in de jaren 1950 weer opgepakt en tot stadssnelweg gemoderniseerd. Parallel aan de B8, maar ook aan het al aangelegde tracé van de snelweg A3 Oberhausen - Keulen, werd vanuit het centrum van Duisburg in noordelijke en zuidelijke richting meegroeiend met de stad een snelwegachtige ontsluitingsweg aangelegd. Het eerde trajectdeel van dit plan kwam in 1957, het laatste in 1977 onder de regie van de stad Duisburg gereed (hier ook wel Nord-Süd-Straße Duisburg genoemd).
Tussen Düsseldorf en Leverkusen werd begin jaren 1960 als ontlasting van de B8 een vierstrooks tellende EB8 (Ersatzbundesstraße) gepland, die tussen 1968 en 1973 gebouwd werd.
Al in de eerste helft van de jaren 1950 begon de nieuwbouw van de B42 tussen Bad Honnef en Königswinter. Terwijl deze vierstrookse weg in 1958 voor het verkeer werd geopend, reikte de plannen al tot Bonn-Beuel respectievelijk Sankt Augustin. In de jaren 1960 ontstond het project van de nieuwe B8 tussen Keulen-Gremberg en Sankt Augustin, dat zich noordelijk op het trajectdeel Sankt Augustin – Bad Honnef aansloot. De belangrijkste trajectdelen van dit deel ontstonden tussen 1968 en 1978.
In het wegenplan voor de bouw van federale wegen in de jaren 1971 tot 1985, vastgesteld op 30 juni 1971, was een uniform, later als Bundesautobahn 59 genummerd traject nog niet opgenomen. In plaats daarvan waren de volgende federale wegen voorzien, die op het latere tracé van de huidige A59 zijn gerealiseerd.
| Nummer | Trajectdeel | Prioriteitsstatus | Aantal rijstroken           |
| ------ | --- | ----------------- | --------------------------- |
| B8     | oostelijk van Wesel (B70/B58) – knooppunt met de B1120 (later: A40) noordelijke van Dinslaken | II                | 2x2 rijstroken              |
| B8     | knooppunt met de B1120 (later: A40) noordelijke van Dinslaken – noordelijk begin van de stadssnelweg Duisburg bij de aansluiting Duisburg-Fahrn                                                                                           | I                 | 2x2 rijstroken              |
| B8     | zuidelijk begin van de stadssnelweg Duisburg bij aansluiting Duisburg-Wanheimerort – Knooppunt Kreuz Duisburg-Süd (B288) – Düsseldorf-Stockum (knooppunt met de B9, later: A44)                                                           | I                 | 2x2 rijstroken              |
| B8     | Düsseldorf-Lierenfeld – knooppunt Düsseldorf-Süd met de B326 (later: A46 | I                 | 2x2 rijstroken              |
| B8     | Düsseldorf-Garath – knooppunt Kreuz Monheim-Süd (B229z, later: A54) – knooppunt Kreuz Leverkusen-West (A1) | lopend project    | 2x2 rijstroken              |
| B8n    | knooppunt Kreuz Leverkusen-West (A1) – knooppunt aansluiting Leverkusen (A3) – Parallelverloop met de rijbaan zuid westelijk van de A3 en rijbaan noord oostelijk van de A3 tot knooppunt Dreieck Heumar (A3/A4) - knooppunt Dreieck Porz | I                 | 2x2 rijstroken              |
| B8n    | aansluiting Lind – knooppunt Dreieck Bonn-Beuel | lopend project    | 2x2 rijstroken              |
| B42    | aansluiting Bonn-Bad Beuel-Ost – knooppunt Kreuz Bonn-Ost (B56z, later: A56) - aansluiting Königswinter | I                 | 2x2 rijstroken              |
| B42    | Bad Honnef – Linz (knooppunt met de B266, later: B31 | I                 | uitbreiding met 2de rijbaan |

Het knooppunt Kreuz Köln-Ost werd begin jaren 1970 voorbereid voor het plan van een parallel lopende B8n en hiervoor werden extra viaducten aangelegd.
In 1972 kreeg het gezamenlijke gedeelte van Wesel tot aan Bad Honnef respectievelijk Linz de interne naam "Autobahn 170".
Met de herstructurering van het Duitse snelwegennetwerk, die op 1 januari 1975 in werking trad, werd de A170 omgenummerd naar A59.
De door het Ministerie van Verkeer vrijgegeven kaart van 1 januari 1976 bevatte een aantal wijzigingen ten opzichte van het federale wegenplan van 1971. In de omgeving van Wesel werd de verbinding niet oostelijk, maar westelijk van de stad op de B58 en B473 voorzien. Noordelijk van Düsseldorf zal de A59 niet meer naar Stockum lopen, echter ter hoogte van Kaiserswerth oostelijk van de luchthaven Düsseldorf naar het knooppunt Düsseldorf-Nord lopen. De verbinding tussen de knooppunten Kreuz Leverkusen-West en Dreieck Porz werd geschrapt. Ook het zuidelijke deel tussen Bad Honnef en Linz was niet meer op de kaarten terug te vinden. Opmerkelijk is dat vanaf 1974 tot 1980 op kaarten de oosttangent van Düsseldorf te vinden was, echter op kaarten en wegenplannen van de federale regering deze verbinding niet opgenomen was. Vanaf de eerste helft van de jaren 1980 verdween het plan langzaam ook uit de atlassen. Het verloop van de oosttangent oriënteerde zich op de spoorlijn Düsseldorf-Eller – Lierenfeld – Grafenberg/Flingern – Rath. Noordelijk van Düsseldorf-Rath zou een knooppunt met de A44 ontstaan. De A59 zou tussen het knooppunt en een ander knooppunt bij Lichtenbroich een gezamenlijk tracé hebben met de A44.
De eerste wijziging van het federale wegenplan voor de periode 1971 tot 1985, vastgesteld op 5 augustus 1976, bleven de volgende deelprojecten van de A59 over.
| Trajectdeel | Prioriteitsstatus                                       | aantal rijstroken |
| --- | ------------------------------------------------------- | ----------------- |
| oostelijk van Wesel (B70/B58) – knooppunt met de A40 noordelijk van Dinslaken – noordelijke begin van de stadssnelweg Duisburg bij aansluiting Duisburg-Fahrn                                                                             | Ia                                                      | 2x2 rijstroken    |
| zuidelijke begin van de stadssnelweg Duisburg bij aansluiting Duisburg-Wanheimerort – knooppunt Kreuz Duisburg-Süd (B288) | Ib                                                      | 2x2 rijstroken    |
| knooppunt Kreuz Duisburg-Süd – Düsseldorf-Lichtenbroich (knooppunt met de A52) | lage prioriteit                                         | 2x2 rijstroken    |
| Düsseldorf-Eller – knooppunt Kreuz Düsseldorf-Süd (A46) | Ia                                                      | 2x2 rijstroken    |
| knooppunt Kreuz Leverkusen-West (A1) – knooppunt aansluiting Leverkusen (A3) – Parallelverloop met de rijbaan zuid westelijk van de A3 en rijbaan noord oostelijk van de A3 tot knooppunt Dreieck Heumar (A3/A4) – knooppunt Dreieck Porz | Ib                                                      | 2x2 rijstroken    |
| knooppunt Dreieck Heumar – knooppunt Dreieck Porz | Ia                                                      | 2x2 rijstroken    |
| aansluiting Bonn-Bad Beuel-Ost – aansluiting Köningswinter | lopend project                                          | 2x2 rijstroken    |
| Bad Honnef – Linz | knooppunt met de A31: Ib; overige deel: lage prioriteit |                   |

Bij de tweede wijziging van het federale wegenplan voor de periode 1971 tot 1985, vastgesteld op 25 augustus 1980, waren nog de volgende projecten opgenomen:
| Trajectdeel | Prioriteitsstatus | Aantal rijstroken |
| --- | ----------------- | ----------------- |
| oostelijk van Wesel (B70/B58) – knooppunt met de A40 noordelijk van Dinslaken – noordelijke begin van de stadssnelweg Duisburg bij aansluiting Duisburg-Fahrn | I                 | 2x2 rijstroken    |
| zuidelijke begin van de stadssnelweg Duisburg bij aansluiting Duisburg-Buchholz – knooppunt Kreuz Duisburg-Süd (B288)                                         | I                 | 2x2 rijstroken    |
| Düsseldorf-Lierenfeld – knooppunt Kreuz Düsseldorf-Süd (A46)                                                                                                  | I                 | 2x2 rijstroken    |
| knooppunt Kreuz Leverkusen-West (A1) – knooppunt aansluiting Leverkusen (A3)                                                                                  | I                 | 2x2 rijstroken    |
| knooppunt Dreieck Heumar – knooppunt Dreieck Porz | I                 | 2x2 rijstroken    |
| knooppunt Kreuz Bonn-Ost – aansluiting Köningswinter | lopend project    | 2x2 rijstroken    |

De volgende trajectdelen waren alleen nog als Bundesstraße en niet meer als snelweg opgenomen:
| Nummer | Trajectdeel                                                                    | Prioriteitsstatus | aantal rijstroken |
| ------ | ------------------------------------------------------------------------------ | ----------------- | ----------------- |
| B8     | knooppunt Kreuz Duisburg-Süd – Düsseldorf-Lichtenbroich (knooppunt met de A52) | II                | 1x2 rijstroken    |
| B42    | Bad Honnef – Linz (knooppunt met de A31)                                       | I                 | 1x2 rijstroken    |

Bij de derde wijziging van het federale wegenplan, vastgesteld op 21 april 1986, werden nog meer voornemens geschrapt of aangepast. Als snelweg voorzien waren nog de volgende trajectdelen:
| Trajectdeel | Prioriteitsstatus | Aantal rijstroken |
| --- | ----------------- | ----------------- |
| aansluiting Dinslaken-West – noordelijke begin van de stadssnelweg Duisburg bij aansluiting Duisburg-Fahrn                                 | hoge prioriteit   | 2x2 rijstroken    |
| zuidelijke begin van de stadssnelweg Duisburg bij aansluiting Duisburg-Buchholz – knooppunt Kreuz Duisburg-Süd (B288) – Düsseldorf-Stockum | hoge prioriteit   | 2x2 rijstroken    |

Voor de volgende trajectdelen was een verbreding voorzien:
| Trajectdeel                                              | Prioriteitsstatus | aantal rijstroken     |
| -------------------------------------------------------- | ----------------- | --------------------- |
| knooppunt Kreuz Duisburg-Nord – knooppunt Kreuz Duisburg | lage prioriteit   | 2x3 rijstroken        |
| knooppunt Kreuz Duisburg – aansluiting Duisburg-Hochfeld | lopend project    | 2x3 rijstroken        |
| knooppunt Dreieck Porz – knooppunt Dreieck Bonn-Beuel    | hoge prioriteit   | 2x3 en 2x4 rijstroken |

De volgende trajectdelen waren alleen nog als Bundesstraße en niet meer als snelweg opgenomen:
| Nummer | Trajectdeel                                                                    | Prioriteitsstatus | aantal rijstroken |
| ------ | ------------------------------------------------------------------------------ | ----------------- | ----------------- |
| B8     | oostelijk van Wesel (B70/B58) – aansluiting Dinslaken-West                     | lage prioriteit   | 1x2 rijstroken    |
| B8     | knooppunt Kreuz Duisburg-Süd – Düsseldorf-Lichtenbroich (knooppunt met de A52) | I                 | 1x2 rijstroken    |
| B42    | Bad Honnef – Linz (knooppunt met de A31)                                       | lage prioriteit   | 1x2 rijstroken    |

Na de vierde wijziging van het federale wegenplan, vastgesteld op 15 november 1993, bleven nog de volgende bouwplannen over:
| Trajectdeel | Prioriteitsstatus                           | Aantal rijstroken     | Opmerkingen                |
| --- | ------------------------------------------- | --------------------- | -------------------------- |
| aansluiting Dinslaken-West – noordelijke begin van de stadssnelweg Duisburg bij aansluiting Duisburg-Fahrn                                 | lopend project                              | 2x2 rijstroken        |                            |
| zuidelijke begin van de stadssnelweg Duisburg bij aansluiting Duisburg-Buchholz – knooppunt Kreuz Duisburg-Süd (B288) – Düsseldorf-Stockum | deels lopend project, deels hoge prioriteit | 2x2 rijstroken        |                            |
| B8 oostelijk van Wesel (B70/B58) – aansluiting Dinslaken-West                                                                              | hoge prioriteit                             | 1x2 rijstroken        | Nieuwbouw als Bundesstraße |
| knooppunt Kreuz Duisburg-Nord – knooppunt Kreuz Duisburg                                                                                   | lage prioriteit                             | 2x3 rijstroken        | verbreding                 |
| knooppunt Kreuz Duisburg – aansluiting Duisburg-Hochfeld                                                                                   | lopend project                              | 2x3 rijstroken        | verbreding                 |
| knooppunt Dreieck Porz – knooppunt Dreieck Bonn-Beuel                                                                                      | hoge prioriteit                             | 2x3 en 2x4 rijstroken | verbreding                 |

In het Bundesverkehrswegeplan 2030 zijn de volgende projecten opgenomen. Al deze projecten gaat om verbreding van bestaande trajectdelen en geen nieuwbouw van de A59.
| Trajectdeel                                                                                         | Prioriteitsstatus | Aantal rijstroken  |
| --------------------------------------------------------------------------------------------------- | ----------------- | ------------------ |
| aansluiting Duisburg-Fahrn – aansluiting Duisburg-Marxloh                                           | lage prioriteit   | 2x3 rijstroken     |
| aansluiting Duisburg-Marxloh – knooppunt Kreuz Duisburg-Nord (A42) - knooppunt Kreuz Duisburg (A40) | hoge prioriteit   | 2x3 rijstroken     |
| knooppunt Dreieck Porz (A559) – knooppunt Dreieck Sankt Augustin-West (A560)                        | hoge prioriteit   | 2x3/2x4 rijstroken |
| knooppunt Dreieck Sankt Augustin-West (A560) – knooppunt Dreieck Bonn-Nordost (A565)                | hoge prioriteit   | 2x4 rijstroken     |
| knooppunt Dreieck Bonn-Nordost (A565) – knooppunt Kreuz Bonn-Ost (A562)                             | hoge prioriteit   | 2x3 rijstroken     |

## Lijst van verkeersvrijgave
De A59 is als volgt voor het verkeer vrijgegevenL
| Jaar | Trajectdeel                                                          | Lengte | Opmerkingen           |
| ---- | -------------------------------------------------------------------- | ------ | --------------------- |
| 1957 | aansl. Duisburg-Duissern – aansl. Duisburg-Zentrum                   | 1 km   | als gemeentelijke weg |
| 1958 | aansl. Königswinter – Bad Honnef                                     | 5,3 km | als B42 genummerd     |
| 1959 | aansl. Duisburg-Zentrum – aansl. Duisburg-Hochfeld                   | 1 km   | als gemeentelijke weg |
| 1962 | knooppunt Kreuz Duisburg (Ruhrdeich) – aansl. Duisburg-Duissern      | 1,6 km | als gemeentelijke weg |
| 1963 | aansl. Duisburg-Meiderich – knooppunt Kreuz Duisburg (Ruhrdeich)     | 2,6 km | als gemeentelijke weg |
| 1967 | knooppunt Dreieck Bonn-Beuel – aansl. Bonn-Beuel-Ost                 | 2 km   | als B42 genummerd     |
| 1968 | knooppunt Dreieck Porz – aansl. Lind                                 | 7,6 km | als B8 genummerd      |
| 1968 | knooppunt Kreuz Düsseldorf-Süd – aansl. Düsseldorf-Garath            | 4,9 km | als B8 genummerd      |
| 1969 | aansl. Duisburg-Fahrn – aansl. Duisburg-Meiderich                    | 4,8 km | als gemeentelijke weg |
| 1971 | aansl. Düsseldorf-Garath – aansl. Monheim                            | 6,2 km |                       |
| 1972 | aansl. Lind – knooppunt Dreieck Sankt Augustin-West                  | 8,8 km |                       |
| 1973 | aansl. Monheim – knooppunt Kreuz Leverkusen-West                     | 8,0 km |                       |
| 1974 | knooppunt Dreieck Sankt Augustin-West – knooppunt Dreieck Bonn-Beuel | 2,3 km |                       |
| 1975 | aansl. Duisburg-Hochfeld – aansl. Duisburg-Wanheimerort              | 3,8 km | als gemeentelijke weg |
| 1977 | aansl. Duisburg-Wanheimerort – aansl. Duisburg-Buchholz              | 1,4 km | als gemeentelijke weg |
| 1978 | aansl. Bonn-Beuel-Ost – knooppunt Bonn-Ost                           | 3 km   |                       |
| 1982 | knooppunt Dreieck Heumar – knooppunt Dreieck Porz                    | 3,7 km |                       |
| 1985 | aansl. Duisburg-Walsum – aansl. Duisburg-Fahrn                       | 2,2 km |                       |
| 1991 | aansl. Duisburg-Buchholz – aansl. Duisburg-Rahm                      | 3,9 km |                       |
| 1994 | aansl. Duisburg-Hiesfeld – aansl. Duisburg-Walsum                    | 1,6 km |                       |
| 1996 | aansl. Dinslaken-West – aansl. Dinslaken-Hiesfeld                    | 1,3 km |                       |

De volgende trajectdelen, die in de plannen oorspronkelijk op het voorziene tracé van de A59 liggen, werden als volgt geopend:
| Jaar | Trajectdeel                                    | Lengte | Opmerkingen                                                               |
| ---- | ---------------------------------------------- | ------ | ------------------------------------------------------------------------- |
| 1984 | knooppunt Kreuz Bonn-Ost - aansl. Königswinter | 5,2 km | als B42 genummerd                                                         |
| 2002 | randweg Düsseldorf-Kaiserswerth                | 5,1 km | als B8 genummerd, waarvan circa 1,5 km op het voormalige tracé van de A59 |
| 2009 | randweg Düsseldorf-Wittlaer, 2de bouwdeel      | 3,1 km | als B8 genummerd                                                          |
| 2012 | randweg Düsseldorf-Wittlaer, 1ste bouwdeel     | 1,4 km | als B8 genummerd                                                          |